# Qaboos bin Said Al Said
Qaboos bin Said Al Said (tiếng Ả Rập: قابوس بن سعيد آل سعيد, tiếng Balochi: قابس بن سعید آل سعید, Qābūs bin Saʿīd ʾĀl Saʿīd; 18 tháng 11 năm 1940 – 10 tháng 1 năm 2020 là Sultan của Oman từ 1970 cho tới khi ông chết năm 2020. Ông là hậu duệ thứ 40 của người sáng lập Nhà Al Said, ông là lãnh đạo phục vụ lâu nhất trong Trung Đông và Thế giới Ả Rập tại thời điểm ông chết.
Là người con duy nhất của Sultan Said bin Taimur trị vì quốc gia Muscat – Oman, Qaboss được học tại Anh và đã tốt nghiệp Học viện Quân sự Hoàng gia Anh. Ông đã trở lại Oman năm 1996 và được đặt dưới sự quản thúc bởi cha của ông. Trong 1970, Qaboos đã lên ngôi ngai vàng Oman sau khi lật đổ cha ông trong một cuộc đảo chính, với sự ủng hộ của Anh quốc. Đất nước sau đó được đổi tên là Sultanate of Oman.
Triều đại của ông đã chứng kiến một sự tăng lên trong những tiêu chuẩn cuộc sống và phát triển trong đất nước, bãi bỏ sự nô lệ, kết thúc của Cuộc nổi loạn Dhofar và công bố của Hiến pháp Oman. Sức khỏe yếu đi trong những năm cuối đời, Qaboss đã chết trong năm 2020, di chúc người kế thừa của ông là Haitham bin Tariq Al Said.

## Thời trẻ và giáo dục
Qaboss được sinh ở thủ đô Salalah Dhofar vào ngày 18 tháng 11 năm 1940 với tư cách là người con duy nhất của Sultan Said bin Taimur và Sheikha (hoàng hậu) Mazoon al-Mashani.
Ông đã học tiểu học và trung học cơ sở tại Salalah, và đã được gửi tới một trường tư tại Bury St Edmunds trong Anh quốc lúc 16 tuổi. Ở tuổi 20, ông gia nhập Học viện quân sự hoàng gia Anh. Sau đó tốt nghiệp vào tháng 9 năm 1962, ông đã gia nhập quân đội Anh và được bổ nhiệm tới tiểu đoàn số 1 The Cameronians (Scottish Rifles), phục vụ cùng tiểu đoàn trong nước Đức trong 1 năm.
Sau sự phục vụ quân đội của ông, Qaboos đã nghiên cứu đề tài chính phủ địa phương trong nước Anh và sau đó đã hoàn thành việc học của ông với một chuyến du lịch thế giới được đi kèm bởi Leslie Chauncy. Trong thời gian trở về của ông năm 1966, ông đã được đặt dưới sự quản thúc trong cung điện của Sultan bởi cha ông. Nơi đó ông đã bị giữ sự cô lập từ những công việc chính phủ, ngoại trừ thỉnh thoảng nhận được thông tin bởi những cố vấn riêng của cha ông. Qaboos đã nghiên cứu Hồi giáo và lịch sử của đất nước ông. Mối quan hệ cá nhân của ông đã bị giới hạn tới một nhóm được lựa chọn cận thẩn từ những quan chức cung điện những người là con cái của cố vấn của cha ông và một vài người bạn ngoại quốc như Tim Landon. Sultan Said đã nói rằng ông sẽ không cho phép con trai ông tham gia vào quá trình lập kế hoạch phát triển, và Qaboos đã bắt đầu biết được những khao khát của ông cho sự thay đổi- thứ mà được ủng hộ yên lặng bởi những vị khách ngoại quốc của ông.

## Sự nghiệp chính trị

### Cầm quyền
Qaboos đã lên ngôi vua vào ngày 23 tháng 7 năm 1970 sau một cuộc đảo chính thành công chống lại cha mình, với mục đích kết thúc sự cô lập đất nước và sử dụng nguồn tài nguyên dầu mỏ giúp đẩy mạnh hiện đại hóa và phát triển. Ông đã tuyên bố rằng đất nước sẽ không còn được biết như Muscat- Oman nữa, nhưng sẽ thay đổi tên của nó "the Sultanate of Oman(tên tiếng Anh) để phản ánh tốt hơn sự thống nhất chính trị của nó.
Cuộc đảo chính đã được ủng hộ bởi Anh quốc, được lên kế hoạch trong Luân Đôn bởi MI6 và bởi một vài viên chức dân sự tại Bộ quốc phòng và Bộ ngoại giao và được cho phép bởi Thủ tướng, Harold Wilson.
Sức ép vấn đề đầu tiên mà Qaboos đã đối mặt với tư cách Sultan là lực lượng nổi dậy cộng sản từ Nam Yemen, Cuộc nổi loạn Dhofar (1962 – 1976). Vị vua Hồi giáo cuối cùng đã đánh bại cuộc đột nhập với sự giúp đỡ của vua Iran-Shah, binh lính người Jordan đã gửi tới từ bạn của ông Vua Hussein, Lực lượng đặc biệt Anh quốc và Lực lượng không quân hoàng gia.

### Trị vì với tư cách Sultan
Có một vài điều chưa phát triển hết của một quốc gia hiện đại khi Qaboos nắm quyền trong Cuộc đảo chính Omani 1970. Oman đã là một nước kém phát triển, thiếu nặng nề trong cơ sở hạ tầng, chăm sóc sức khỏe và giáo dục, với chỉ 6 dặm đường nhựa và một dân cư dựa vào nông nghiệp tự cung tự cấp và đánh cá. Qaboos đã hiện đại hóa đất nước bằng việc sử dụng thu nhập dầu mỏ. Trường học và bệnh viện được xây dựng, và một cơ sở hạ tầng hiện đại được khởi công xây dựng, với hàng trăm km đường lát nhựa mới, một mạng lười viễn thông được thành lập, đề án cho một cảng và sân bay mà đã bắt đầu trước để triều đại của ông được hoàn thành và một cảng thứ hai được xây dựng, và sự điện khí hóa đã đạt được. Chính phủ cũng đã bắt đầu tìm những nguồn nước mới và xây dựng một kế hoạch khử muối, và chính phủ đã khuyến khích sự phát triển của hoạt động kinh doanh tư nhân, đặc biệt tong việc phát triển dự án. Ngân hàng, khách sạn, công ty bảo hiểm, và phương tiện truyền thông đã bắt đầu xuất hiện như nước có nền kinh tế phát triển. Tiền Omani rial được chính thức hóa như một đồng tiền quốc gia, thay thế Indian rupee và Maria Theresa thaler. Sau đó, thêm các cảng được xây dựng, và các trường đại học được mở. Trong những năm đầu nắm quyền, Qaboos cũng đã bãi bỏ chế độ nô lệ trong Oman, một hành động mà vẫn còn là một trong những điều quan trọng nhất của ông.
Hệ thống chính trị mà Qaboos đã thiết lập là một nền quân chủ tuyệt đối. Ngày sinh nhật Sultan, 18 tháng 11, là ngày kỉ niệm như một ngày lễ quốc gia Oman. Ngày đầu tiên lên ngôi, 23 tháng 7, được kỉ niệm như ngày Renaissance (phục hưng).
Oman không có hệ thống kiểm tra và cân bằng, và vì thế không có sự phân chia quyền lực. Tất cả quyền lực được tập trung trong sultan, người cũng là trưởng của toàn bộ nhân viên và của lực lượng quân đội, Bộ trưởng quốc phòng, Bộ trưởng ngoại giao và Chủ tịch ngân hàng trung ương. Toàn bộ luật ban hành từ 1970 được công bố qua sắc lệnh của sultan, bao gồm Luật Căn bản 1996. Sultan bổ nhiệm các quan tòa, và có thể ban sự xá tội và giảm án. Uy quyền của sultan là không thể xâm phạm và sultan mong đợi sự phụ thuộc hoàn toàn vào ý muốn của mình.
Những cố vấn thân cận nhất là nhân viên an ninh và tình báo thuộc Văn phòng cung điện, được lãnh đảo bởi tướng Sultan bin Mohammed al Numani.

### Những cuộc biểu tình của người Oman 2011
Những cuộc biểu tình Omani 2011 là một loạt những cuộc biểu tình trong những quốc gia Vịnh Ba tư gồm Oman mà đã xảy ra như một phần của làn sóng cách mạng được biết tới là Mùa xuân Arap.
Những người biểu tình đã yêu cầu tăng lương, giảm giá cả sinh hoạt, tạo ra nhiều việc làm và giảm nạn tham nhũng. Những cuộc biểu tình trong Sohar, thành phố lớn thứ 5 Oman, tập trung quanh Globe Roundabout. Phản ứng của Sultan là đã sa thải 1/3 nội các chính phủ.
Phản ứng của người dân tới những hành động của Qaboos được cho là tích cực, đặc biệt dưới ánh sáng của quyết định đã cấp cho Hội đồng Oman nhiều quyền lực hơn.

### Chính sách đối ngoại
Dưới sự lãnh đạo của Qaboos, Oman đã khuyến khích thắt chặt gần gũi hơn với Iran hơn với các quốc gia Vịnh Ba tư khác, và đã cẩn thận có vẻ trung lập và giữ một sự cân bằng giữa phương Tây và Iran. Do vậy, Oman thường đã hành động như một trung gian giữa Hoa Kỳ và Iran. Qaboos đã giúp trung gian cuộc đàm phán bí mật US-Iran 2013 mà dẫn tới hai nay sau tới hiệp ước hạt nhân quốc tế, thứ mà US đã rút lại năm 2018.
Năm 2011, Qaboos đã tạo điều kiện phóng thích những người đi bộ đường dài Hoa Kỳ người đã bị giữ bởi Iran, trả 1 triệu đô cho tự do của họ.
Oman đã không gia nhập liên minh A rập -dẫn tới sự can thiệp trong Yemen chống lại Houthis trong 2015, và không chọn bên nào trong tranh chấp vùng Vịnh mà đã chứng kiến Arap Saudi và những đồng minh của nó áp đặt lệnh cám vận lên Qatar 2016.
Trong tháng 10 năm 2018, Qaboss đã mời Thủ tướng Israel Benjamin Netanyahu thăm Oman, một đất nước không không có ngoại giao chính thức chặt chẽ với Israel. Netanyahu là thủ tướng Israel tới thăm Oman kể từ Shimon Peres năm 1996.